# Thaumaglossa nitidula
Thaumaglossa nitidula is een keversoort uit de familie spektorren (Dermestidae). De wetenschappelijke naam van de soort werd in 1915 gepubliceerd door Gilbert John Arrow.